# Köpings församling, Västerås stift
Köpings församling var en församling i Västerås stift och i Köpings kommun i Västmanlands län. Församlingen uppgick 2010 i Köpingsbygdens församling.

## Administrativ historik
Församlingen bildades 1920 genom samgående av  Köpings landsförsamling och Köpings stadsförsamling och utgjorde därefter ett( eget pastorat. Församlingen uppgick 2010 i Köpingsbygdens församling.

## Organister
| Ämbetstid | Namn                   | Levnadstid | Övrigt                 |
| --------- | ---------------------- | ---------- | ---------------------- |
| 1636–1649 | Magnus Magnusson       | –1649      |                        |
| 1645–1690 | Christian Bredenberg   | 1625–1690  |                        |
| 1691–1693 | Petter Sommar          |            |                        |
| 1693–1715 | Olof Hiller            | –1715      |                        |
| 1717–1720 | Isac Fårsberg          |            |                        |
| 1733      | Christian Winter       | –ca 1747   |                        |
| 1744–1746 | Erik Eurelius          | –1746      |                        |
| 1746–1755 | Olof Österberg         | 1730–1755  |                        |
| 1756–1804 | Carl Fredrik Hallberg  | 1721–1804  |                        |
| 1804-1811 | Clas Petter Löfberg    | 1776-1811  | Vikarierande organist. |
| 1811-1830 | Johan Fredrik Björkman | 1788–1830  |                        |
| 1831–1838 | Johan Magnus Holmgren  | 1798–1838  |                        |
| 1841-1869 | Frans Adam Hyckerström | 1812-1869  |                        |
| 1870-1887 | Axel Edvard Löthner    | 1833-1887  |                        |
| 1890-1894 | Assar Olsson Assar     | 1865-1944  |                        |
| 1895-1942 | Lars Georg Ekman       | 1872-1946  |                        |
| 1943-1953 | Torsten Nilsson        | 1920-      |                        |
| 1953-1954 | Lars Wistrand          |            |                        |
| 1954-1964 | Lars Westermark        | 1914-      |                        |

## Kyrkor
- Köpings kyrka